# Johann Carl von Eckenberg

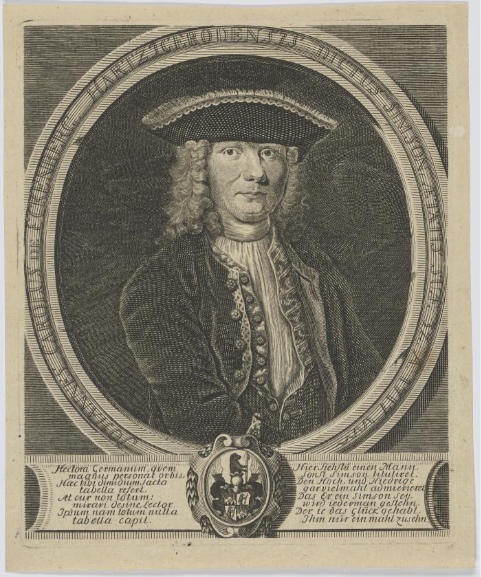
Porträt von 1717

Johann Carl von Eckenberg (* 6. April 1684 in Harzgerode; † Frühjahr 1748 in Luxemburg) war ein deutscher Kraftakrobat und Theaterleiter.

## Leben und Wirken

### Herkunft und frühe Jahre
Zu Geburtsjahr und Namen Johann Carl von Eckenbergs gibt es unterschiedliche Angaben. Während einige Quellen 1700 als Jahr seiner Geburt nennen, kann das Jahr 1684 durch ein 1717 entstandenes Porträt Eckenbergs von Johann Harper und Christian Karl Albert Wortmann mit dem Hinweis auf sein Alter von zu der Zeit 32 Jahren als gesichert gelten. Sein Geburtsname lautete gemäß Kirchenbucheintrag Johann Karl Eckenberger, vor allem in der Zeit nach 1732 nannte er sich auch von Eggenberg. Nicht eindeutig belegt ist die Herkunft seines Adelstitels. Eckenberg soll den Curieusen Nachrichten von starken Leuten (Frankfurt und Leipzig 1720) gegenüber angegeben haben, er stamme aus dem alten Fürsten- und Freiherrngeschlecht derer von Eggenberg ab. Vorherrschend ist allerdings die Meinung, er habe den Titel in Dänemark erhalten. Wann und zu welchem Anlass dies gewesen ist, lässt sich nicht ermitteln. In der ab 1727 erschienenen Zeitung Curiosa Saxonica heißt es darüber hinaus, er habe seit seinem 11. Lebensjahr bei einem hohen Offizier gedient und es selber bis zum Rang eines Leutnants gebracht.

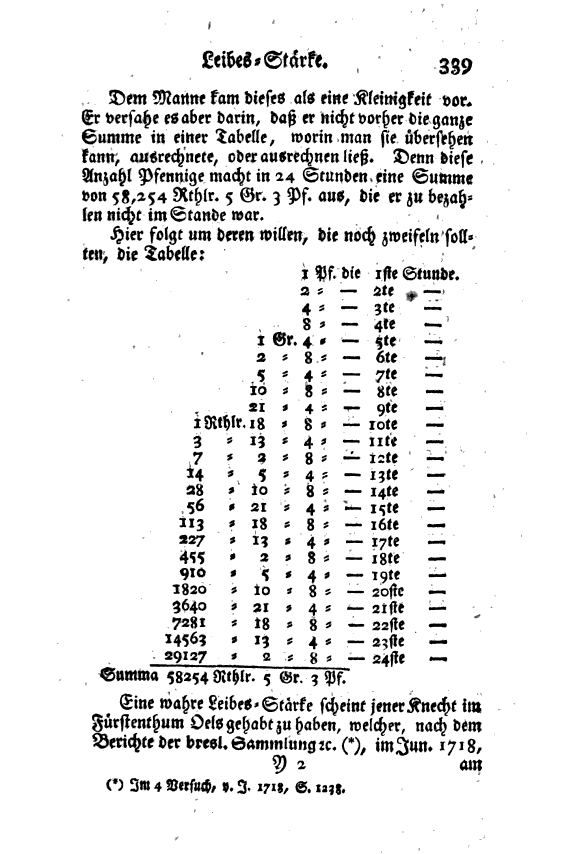
Kostenaufstellung des Pferdehandels

Nach mehrheitlicher Auffassung war Johann Carl von Eckenberg der Sohn eines Sattlers. Sein Großvater übte ebenfalls diesen Beruf aus. Sein Vater war Jacob Eckenberger (* 1653), seine Mutter Anna Lise (* 1659), die Tochter eines Ratskämmerers. Anderen Quellen zufolge soll seine Mutter Cornelia geheißen haben und Tänzerin gewesen sein. Ferner muss Eckenberg einen Bruder gehabt haben. Er erlernte das väterliche Handwerk und eignete sich kraftakrobatische Kunststücke an, mit denen er unter Namen wie Herkules Harzmann, Samson der Unüberwindliche oder schlicht Simson öffentlich auftrat. Dabei wird er erstmals 1715 in Bern als Samson erwähnt, nach anderen Quellen in Solothurn. Ebenfalls in Bern wird er am 3. Februar 1716 aktenkundig wegen eines tätlichen Angriffs auf einen Landvogt, woraufhin Eckenberg aus der Schweiz floh. Ebenso betätigte er sich bis 1717 solistisch als Seiltänzer und Jongleur. Kaum in der Lage, seinen eigenen Namen schreiben zu können, wurde er im September 1717 in Leipzig das Opfer eines betrügerischen Handels, der ihn 14 Jahre lang verfolgen sollte. Im Zuge eines Pferdekaufs schloss er unter Ausstellung eines Wechselbriefs mit dem Verkäufer, dem Leutnant Johann Heinrich Beyer, einen Handel ab, der ihn dazu verpflichtete, für das Pferd binnen 24 Stunden in der ersten Stunde einen Pfennig und in den darauffolgenden 23 Stunden jeweils das Doppelte der vorherigen Stunde zu zahlen. Aufgrund seiner geringen Bildung sah Eckenberg nicht voraus, dass ihn das Pferd letztendlich fast 60.000 Reichstaler kosten sollte (siehe Aufstellung rechts). Der drohenden Verhaftung wegen Nichtzahlung entging er durch Flucht. Als er 1723 und 1731 erneut nach Leipzig kam, beharrte Beyer jedes Mal auf seiner Forderung. Schließlich wurde der Wechselbrief gerichtsseitig wegen betrügerischer Absicht annulliert. Anderen Quellen zufolge musste Eckenberg seinen gesamten Besitz verkaufen, dessen allerdings nur geringer Erlös an den Pferdehändler ging.

### Die Jahre ab 1717
Bereits am 30. April 1717 hatte er in Leipzig dem sächsischen Kurfürsten Friedrich August I. seine kraftakrobatischen Talente unter Beweis stellen können. Daran anschließend kam Eckenberg zum ersten Mal nach Berlin, wo ihm die Möglichkeit gegeben wurde, vor dem preußischen König Friedrich Wilhelm I. aufzutreten, der ihm daraufhin am 14. Juni 1717 eine Auftrittsgenehmigung erteilte. Eckenberg gab 32 Vorstellungen, die zu einem großen Ereignis in Berlin wurden, bevor er die Stadt zunächst wieder verließ. Er gründete eine Theatergruppe, mit der er durch einige europäische Länder zog, darunter neben Deutschland unter anderem auch durch Belgien, Polen und Schweden, möglicherweise auch durch Dänemark. Vermutlich lernte Eckenberg auf einer dieser Reisen die englische Seiltänzerin Caroline kennen und heiratete sie. Nachweislich gastierte die Truppe Eckenbergs 1718 in Riga, Breslau, Königsberg und Danzig, 1723 im niederländischen Nijmegen und 1725 in Nürnberg. Offenbar in dieser Zeit betätigte sich Eckenberg auch als Quacksalber und Wunderdoktor, in dem er ein Antimonial-Öl gegen Melancholie und Ischias anbot.

### Die Jahre ab 1731

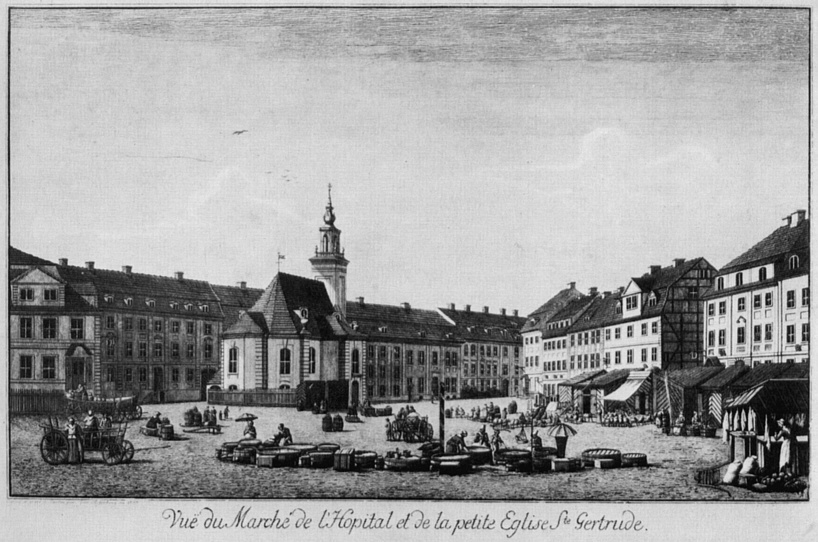
Spittelmarkt im 18. Jahrhundert

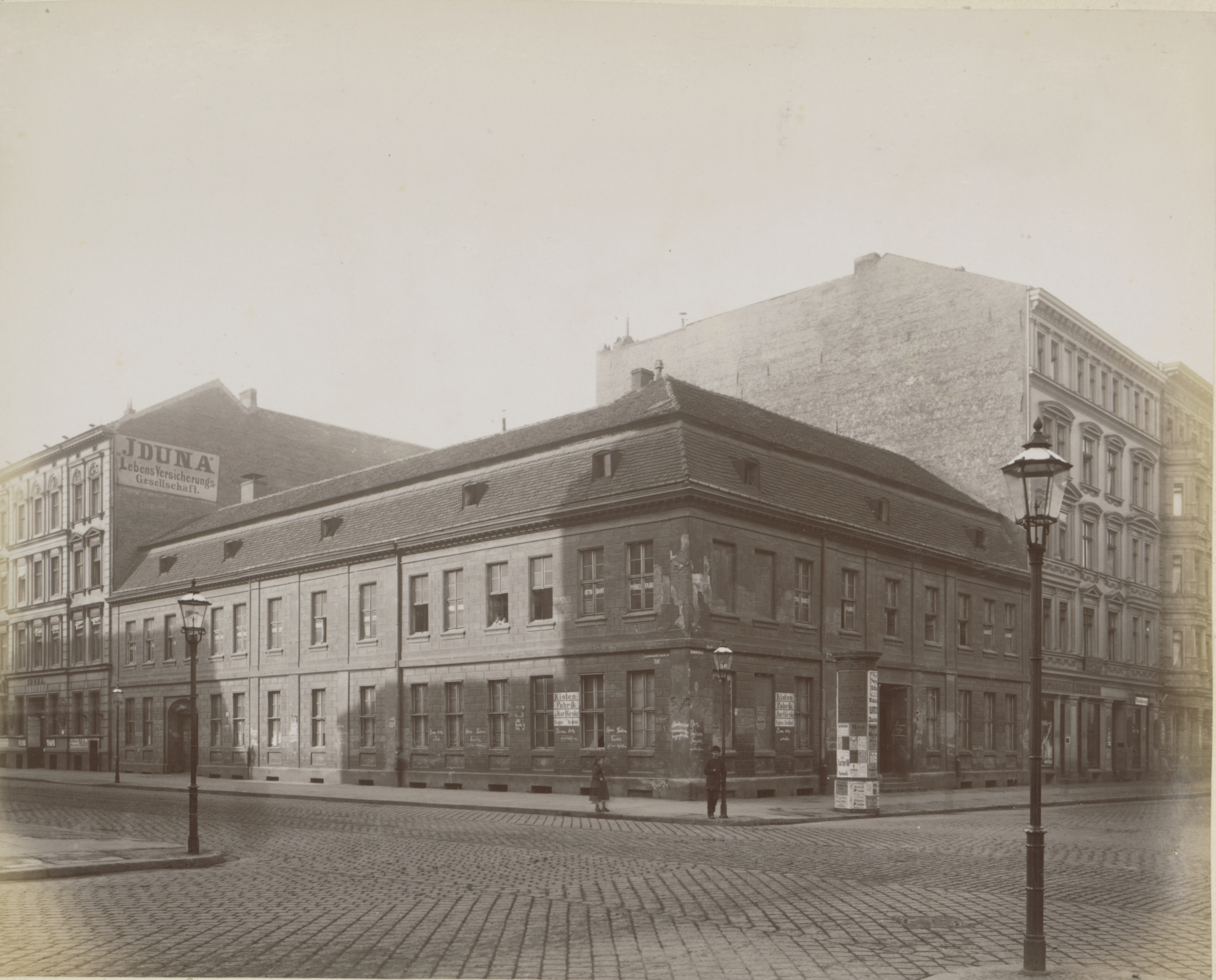
Das Haus des „starken Mannes“ Johann Carl von Eckenberg in der Zimmerstraße, Fotografie von 1891

1731 kehrte Eckenberg nach Berlin zurück, diesmal eine 26 Personen umfassende Theatergruppe im Gefolge, bestehend aus Artisten und Schauspielern, darunter Johann Peter Hilferding, Felix Kurz und Karl Rademin, der später sein Schwiegersohn werden sollte. Er erhielt erneut Aufführungsgenehmigungen und schlug seine Zelte auf dem heutigen Spittelmarkt auf. Daneben betätigte er sich als Pferdehändler am Hof Friedrich Wilhelm I. Um in Berlin dauerhaft Fuß fassen zu können und in dem Wissen, dass der König kein Freund des fahrenden Volkes war, bot Eckenberg an, in Berlin ein Theater zu errichten, um dem für seine Sparsamkeit bekannten Monarchen gegenüber sicherzustellen, dass das in der Stadt verdiente Geld auch dort wieder ausgegeben würde. Zu diesem Zweck erwarb Eckenberg ein Grundstück an der Ecke Charlotten- und Zimmerstraße und ließ nach Plänen von Philipp Gerlach 1732/33 ein Haus errichten. Am 27. September 1732 erteilte ihm Friedrich Wilhelm I. ein Privileg folgenden Inhalts:

„Wir Friedrich Wilhelm von Gottes Gnaden König in Preußen, Markgraf zu Brandenburg Thun Kund und fügen hiermit zu wissen, daß Wir den seiner Leibes=Stärcke halben rennomirten Johann Carl v. Eckenberg in Consideration vieler bisher abgelegten guten Proben zu unserem Hoff=Comoedianten in Gnaden bestellet, und wirklich angenommen; Thun solches auch hiemit und Krafft dieses dergestalt und also, daß ihm überall in Unseren Landen und Provintzien in specie aber in Unsern Königlichen Residentzien mit seinen bey sich habenden Leuten künstliche Spiele zu treiben und Comoedien anzustellen verstattet sein, er aber auch dahin sehen solle, daß nichts Scandaleuses, Garstiges, Unverschämtes und Unehrbares oder sonst Aergerliches und Anstößiges, viel weniger was Gottloses und dem Christenthum nachtheiliges vorgebracht, sondern lauter innocente Sachen, so denen Zuschauern zum honnetten Amusement und Ermahnung zum Guten gereichen können, gespielet und vorgestellet werden mögen. Dahingegen gedachter v. Eckenberg, wenn er solchem Allen behöriges Genügen leistet, derer einem Hoff=Comoedianten zustehenden Freyheiten und Gerechtigkeiten sich zu erfreuen haben soll. Wobey wir ihn denn jedes mal kräfftig schützen und in vorkommenden Gelegenheiten Unsere Königl. Gnade nach wie vor angedeyen lassen wollen. Uhrkundlich gegeben zu Berlin den 27. September 1732. Friedrich Wilhelm“

Dieses General-Privilegium enthält speziell für die zuständigen Behörden den Zusatz, „daß er“ [von Eckenberg] „in allen Städten und Landen seine Exercitia mit denen bey sich habenden Leuten, zur Recreation der Leute und zum Zeitvertreib derjenigen, so nicht viel zu thun haben, öffentlich ohne jemandes Hinderniß zu präsentiren, Befugnis und Freyheit haben soll“.
Eckenberg verließ daraufhin den Platz am Spittelmarkt und zog in das Anfang des Jahres 1700 erbaute Theater am Stallplatz in der Breiten Straße, das über dem königlichen Reitstall lag. Der König war nun häufiger Besucher des Eckenbergschen Etablissements, um sich neben Stücken wie Die artige Grundsuppe der Welt oder Doctor Faust's Höllenfahrt auch Eckenbergs Kraftnummern anzusehen. Nachdem Eckenberg bereits Ende 1731 und erneut Anfang 1732 die Zahlung einer verringerten Armenabgabe verweigert worden war, beklagte er sich Ende 1732 über die Höhe des sogenannten Musikanten-Nahrungsgeldes, das in einer Eingabe der Königlichen Kartenkammer vom 16. Dezember 1732 Erwähnung findet. Aufgrund der zahlreichen Theatervorstellungen klagte die Königliche Kartenkammer selber über den Rückgang von gestempelten Spielkarten. Ein am 25. Januar 1702 ergangener Erlass bestimmte, dass nur mit gestempelten Spielkarten zu spielen sei. Die für diese Karten zu zahlende Abgabe war zur Unterstützung der Armee bestimmt. Eckenberg bot daraufhin dem König an, Versammlungen in eigener Leitung durchzuführen, bei denen Karten gespielt und Unterhaltungen geführt werden könnten. So sicherte er sich ein festes Einkommen und wurde, gestärkt durch den Umstand, dass der König selber oft auf diesen Versammlungen erschien, eine wichtige Persönlichkeit in Berlin.
Aufgrund seines General-Privilegiums gastierte Eckenberg ab 1733 auch wiederholt in Frankfurt an der Oder. Möglicherweise begann bereits zu dieser Zeit sein Stern zu sinken, denn Friedrich Wilhelm I. verweigerte ihm die Erlaubnis, auch in Halle auftreten zu dürfen, vor allem wohl deshalb, weil Eckenberg wiederholt in betrunkenem Zustand gegenüber Mitgliedern seiner Gruppe handgreiflich geworden war. Eckenberg verlegte deshalb seine Haupttätigkeit eine Zeitlang erfolgreich auf den Pferdehandel. So offenbar in der Gunst des Königs wieder gestiegen, spielte er dann im Oktober 1733 schließlich doch in Halle.
Erst 1735 kehrte Eckenberg nach Berlin zurück. Da der Theaterbau noch immer nicht vollendet war, erbat er die Erlaubnis, wiederum am Stallplatz auftreten zu dürfen, die aber offenbar abschlägig beschieden wurde, da das Gebäude mittlerweile als Montierungsmagazin genutzt wurde. Möglicherweise entzog er sich seinen Gläubigern vorübergehend durch Flucht, denn im Frühjahr 1736 führte er im Ballenhaus in Basel Komödien auf und zeigte akrobatische Nummern. Für Ende Oktober 1737 wurden ihm weitere Aufführungen im Ballenhaus Bern genehmigt. In Berlin ist erstmals in einer Kabinettsorder vom 16. April 1738 wieder von ihm die Rede, in der ihm und seiner Truppe erneut Auftritte gewährt werden. So spielten Eckenberg und sein Gefolge wohl in den Jahren von 1738 bis 1740 erneut in Berlin. Dass Eckenberg aber nicht mehr wie früher das Ansehen des Königs genoss, mag das Verbot belegen, während der Fastenzeit spielen zu dürfen.

### Die Jahre ab 1740
Wohl ahnend, nach dem Tod seines Mentors um seine Vergünstigungen fürchten zu müssen, erbat Eckenberg wenige Monate nach der Thronbesteigung Friedrich II. dem neuen König gegenüber die Verlängerung seines Privilegs. Dieser am 2. Oktober 1740 gestellten Bitte entsprach der König am 28. Oktober 1740 mit der Maßgabe, dass Eckenberg „nicht außer Landes gehe und dieserhalb nöthige Versicherung stelle“. Diese Versicherung bereitete dem zu der Zeit offensichtlich bereits hoch verschuldeten Eckenberg Schwierigkeiten, hatte er doch geplant, seine Gläubiger erst nach Fertigstellung des Theaterbaus befriedigen zu wollen. Inzwischen hatte das Grundstück 1739 schon zweimal seinen Besitzer gewechselt. Eckenbergs unablässiges Insistieren bei den Behörden mit dem besonderen Hinweis darauf, dass er sich ohne Spielgenehmigung außerstande sehe, seine Angestellten zu bezahlen, führte schließlich zu einem Teilerfolg. Ohne dass das Privileg verlängert wurde, erging der Erlass, „den Imploranten sofort auf dem Rathhause spielen zu lassen“. Erneut reichte Eckenberg daraufhin Beschwerde hinsichtlich der Armenabgabe ein, die jedoch auf Befehl Friedrich II. unter dem 15. Februar 1741 abschlägig beschieden wurde. Am 22. Februar 1741 erfolgte dann die Bestätigung des Privilegiums inklusive des bereits 1732 intern angefügten Zusatzes, dass Eckenberg „widrigenfalls (...) gewärtigen soll, daß dieses Privilegium bei Contraventionen wieder aufgehoben werden solle“.
Eckenberg konnte allerdings nicht mehr an seine anfänglichen Erfolge anknüpfen und erhielt zunehmend negative Kritiken, in deren Folge das Publikum und somit auch die Einnahmen ausblieben. Exemplarisch sei hier die Haude- und Spener’sche Zeitung aus dem Jahr 1742 zitiert, die wörtlich schreibt: „Der Abscheu war gerecht, welchen man bisher für der Schaubühne und den sogenannten Commedianten gehabt hat. Wie wäre es möglich, daß ein vernünftiger Mensch sich entschließen könnte, einen Ort mehr als einmal zu besuchen, wo lauter Thorheit und Niederträchtigkeit herschet, und wo man öfters in zehn Minuten zwanzig Zoten höret. (...)“ So ging Eckenberg bereits im Frühjahr 1741 nach Genthin und von dort weiter nach Halle, wo ihm abermals Aufführungen untersagt wurden. Eine entsprechende Beschwerde Eckenbergs beantwortete Friedrich II., der sich zu der Zeit im Zuge des Ersten Schlesischen Krieges in Böhmen aufhielt, eigenhändig mit dem lapidaren Vermerk: „er Mach Comedie spilen so viel er Wil, mus sich aber reversiren nicht außer Landes unsser geldt zu Schleppen.“ Da man sich in Halle weiterhin weigerte, Eckenberg und seine Truppe auftreten zu lassen, folgte eine weitere, sehr viel detailliertere Beschwerde, offenbar von einem Rechtsgelehrten verfasst. Es ist nicht zu ermitteln, ob und wie Friedrich II. auf diese neuerliche Eingabe reagiert hat und ob Eckenberg möglicherweise doch noch zu Aufführungen in Halle gekommen ist.
Ende 1741 trat Eckenberg in Wesel auf und kehrte anschließend nach Berlin zurück. Hier bekam er zum ersten Mal Konkurrenz durch eine Truppe, die von Eckenbergs ehemaligem Ensemblemitglied, dem Schauspieler Johann Peter Hilferding geleitet wurde. Die Stadt Frankfurt/Oder verweigerte Eckenberg im April 1742 weitere Aufführungen, doch Friedrich II. verwies auf das erneuerte Privileg, so dass Eckenberg letztendlich doch spielen konnte.
Im Sommer 1742 erwuchs Eckenberg abermals Konkurrenz durch den Schauspieler und Theaterdirektor Johann Friedrich Schönemann, der in einem Schreiben vom 7. Juli 1742 Friedrich II. bat, in Berlin gastieren zu dürfen. Nach Erteilung einer entsprechenden Konzession wurde Schönemann die Aufstellung einer eigenen Schaubude im Rathaus genehmigt, wohingegen die Bude Eckenbergs abgetragen und das Material in gerichtliches Gewahrsam gebracht wurde, bis Eckenberg seine Rückstände bezahlt haben würde. Dagegen erhob ein Bruder Eckenbergs Anfang September 1742 Einspruch (unterzeichnet mit „Gebrüder v. Eckenbergen“), der unter Hinweis auf die immense Schuldenlast Eckenbergs abschlägig beschieden wurde. Eckenberg kehrte im Laufe des Septembers 1742 nach Berlin zurück und erhielt auf seinen Hinweis auf das ihm erteilte Privileg die Antwort, dass dieses niemals exklusiv gewesen sei. Friedrich II., der seinen Vater in der Vergangenheit eher widerwillig zu den Eckenbergschen Darbietungen begleitet hatte, fand an den Schauspielen oder Komödien von Molière, die Schönemann seinem Publikum bot, mehr Gefallen als an den Inszenierungen Eckenbergs und machte Schönemann somit zu seinem Protegé. Nachdem auch eine weitere Petition Eckenbergs vom 17. Oktober 1742 erfolglos geblieben war, verließ er Berlin. Über die Zeit bis zu seinem Tod gibt es keinerlei Angaben, Louis Schneider vermerkt in seinem Aufsatz lediglich, dass Eckenberg „an den Rhein“ ging, „wo er 1748 im Lager bei Luxemburg starb“. Nach Lothar Groth soll er völlig verarmt Selbstmord begangen haben. Schneider erwähnt zwar keinen Suizid, doch auch er spricht davon, dass Eckenberg „in Elend und Vergessenheit“ geendet habe. Einer weiteren Quelle zufolge soll Eckenberg während einer Gastspielreise verstorben sein.
Seine Tochter Sophie unternahm in einem Schreiben vom 24. April 1748 an Friedrich II. den vergeblichen Versuch, sowohl das Privileg als auch den Titel eines Hofkomödianten auf ihren Ehemann Karl Rademin (den sie 1747 geheiratet hatte) übertragen zu lassen. Da sie in dem Schreiben angibt, ihr Vater sei „vor einigen Wochen in Luxemburg (...) verstorben“, ist anzunehmen, dass der Todeszeitpunkt von Eckenbergs in den Monaten Februar oder März, spätestens aber Anfang April des Jahres 1748 zu suchen ist.
Wann der Eckenbergsche Theaterbau vollendet wurde, lässt sich nicht ermitteln, auf jeden Fall hat das Gebäude noch um 1850 existiert, als dort die ersten öffentlichen Gerichtsverhandlungen abgehalten wurden.

## Kunststücke und Tricks
Ob ein Teil seiner Leistungen möglicherweise in das Reich der Legende fallen, lässt sich heute nicht mehr mit Sicherheit sagen. Zu seinen Krafttricks gehörten beispielsweise das Zerreißen von Ankerketten oder das Drehen von Eisenbolzen oder Schiffsnägeln zu Korkenziehern. Er spazierte mit einem 1000 kg schweren Kanonenrohr durch die Gegend und hielt mit seinen Zähnen einen Eichenholzstock, an dem ein Pferd angebunden war, dem es nicht gelang, Eckenberg von der Stelle zu bewegen.
Er soll eine Holzbank an einem Ende mit den Zähnen getragen haben, am anderen Ende saß ein Trompeter und spielte eine Melodie. Anderen Berichten zufolge legte sich Eckenberg mit Kopf und Füßen auf zwei Stühle, dann stiegen sechs Männer auf seinen Körper und es gelang ihm, diese Last zu halten. Um jedes Armgelenk einen Strick gebunden und in beiden Händen je einen Weinkrug haltend, versuchten sechs Zuschauer vergeblich, ihn durch Ziehen und Zerren an dem Seil am Trinken zu hindern.
Eckenbergs für gewöhnlich finales Kunststück sah wie folgt aus: Auf einem Gerüst stehend hielt er Eisenketten, an der eine Waagschale hing, in der ein Trompeter auf einem Pferd saß. Eckenberg hielt die Waagschale, bis der Musiker sein Stück beendet hatte, währenddessen trank er mit der anderen Hand aus einem Weinglas.
Eine umfangreiche Übersicht seiner kraftakrobatischen Kunststücke mit Anmerkungen damaliger Zeitgenossen ist in Band 72 der Oeconomischen Encyklopädie von Johann Georg Krünitz enthalten.

## Zusammenfassung
Nach Lothar Groth wurde Johann Carl von Eckenberg nicht nur als erster professioneller Kraftakrobat namentlich bekannt, er kann darüber hinaus insbesondere als Begründer des ersten dauerhaft bespielten Theaters in der Kulturgeschichte Berlins angesehen werden, der sich große Verdienste um das Theater und das Varieté der Stadt erworben hat, auch wenn diese Verdienste später oft verkannt wurden.
Katy Schlegel stellt zusammenfassend fest, dass neben seinem kraftakrobatischen Können Eckenberg sich vor allem in theatergeschichtlicher Hinsicht Verdienste erworben hat, in dem er mit seiner zeitweilig 40 Personen umfassenden Gruppe eine „Brücke zwischen vornehmlich solistisch ausgeübten körperlich-leiblichen Vorstellungskräften und organisierter berufsmäßig betriebener Schauspielkunst geschlagen“ hat.
Louis Schneider bezeichnet Eckenberg als „Schlußstein einer, durch das bessere Element der Kunst überwundenen Periode“. Er war für ihn „der letzte Repräsentant (...) der niedrigen Possenreißerei“, spricht über Eckenberg aber auch als „interessante und hervorragende Persönlichkeit“.